# Золотий рубль

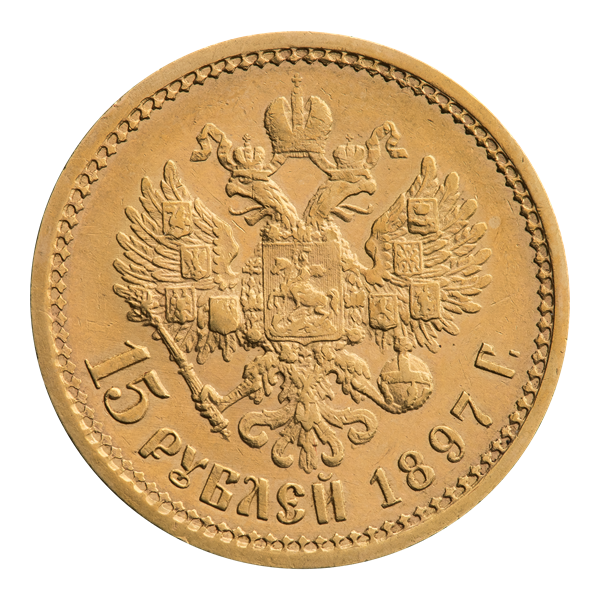
15 рублів (імперіал) Миколи II (1897)

Золотий рубль — грошова одиниця Російської імперії, введена грошовою реформою 1897 у зв'язку з встановленням золотого монометалізму.

## Золотий рубль уРосійській імперії

### Введеннязолотого стандарту
У 1897-1899 роках міністром фінансів Сергієм Вітте була проведена грошова реформа, що ознаменувала введення в Росії золотого обігу. Ставка на золото замість срібла робилася з урахуванням змін світовому ринку. Тоді індустріальні країни створили єдину валютну систему, основою якої стала золота грошова одиниця.
На зміну срібному рублю прийшов золотий карбованець — він дорівнював 0,774234 г чистого золота. У внутрішнє грошове звернення Росії було введено золоті монети номіналом 5, 7,5, 10 і 15 рублів. Так, у миколаївській монеті номіналом 10 рублів (пізніше в СРСР її еквівалент був названий червонцем) чистого золота містилося 7,74234 г при загальній вазі монети в 8,6026 р.
Для порівняння, золотий паритет основних на той час валют був таким:
- 1 долар  - 1,50463 г чистого золота;
- 1 фунт стерлінгів - 7,322382 г чистого золота;
- 1 французький франк - 0,290323 г чистого золота;
- 1 німецька марка - 0,358423 г чистого золота.

Золоті монети мали вільне ходіння нарівні з паперовими кредитними квитками. Паралельне ходіння золотих та паперових грошей відрізнялося стабільністю. Її підтримував стійкий баланс золотого запасу та обсягу паперової рублевої маси. За законом, кількість паперових грошей, що перебувають в обігу, не повинно було перевищувати золотий запас більш ніж на 300 млн рублів. Вільне ходіння золотих монет не викликало ажіотажного попиту ними. «Жовтяків» навіть намагалися позбутися, як незручних у зверненні.
Стабільність золотого рубля лежала на солідному фінансовому фундаменті. Так, з 1887 по 1897 р. золотий запас Російської імперії збільшився приблизно в 2,5 рази і перевищив 1 млрд рублів. Безперечно також, що основу успіху грошової реформи заклав і стрімке зростання економіки країни. Приміром, у 1890-ті роки темпи зростання промисловості країни становили 10—12 відсотків на рік. В останнє десятиліття ХІХ століття промислове виробництво Росії подвоїлося. Вінцем цих економічних досягнень і став перехід до золотого рубля, що конвертується.

### Кінецьзолотого стандарту
Як тільки 29 липня 1914 року було оголошено мобілізацію в прикордонних з Австро-Угорщиною військових округах, з'явилося розпорядження міністерства фінансів № 2096. Відповідно до цього розпорядження припинявся вільний розмін паперових грошей на золото.

## Золотий рубль уРадянській Росії
Раднарком декретом від 11 жовтня 1922 р. ухвалив надати Держбанку право випуску банківських квитків у золотому обчисленні номіналом 1, 2, 3, 5 і 10 червонців. А декретом Раднаркому від 26 жовтня 1922 р. Народному комісаріату фінансів було доручено «приступити до карбування золотої монети, що називається червінцем».
У декреті зазначено: вміст чистого золота в монеті (1 золотник 78,24 частки, або 7,74234 г), його проба (900 частин чистого золота та 100 - лігатури), лігатурна маса монети 2 золотника 1,6 частки, її діаметр 89 точок, або 22,6 мм.
Таким чином, радянський червінець мав масу та пробу, як царська 10-рублева монета. Радянська золота монета один червінець чеканилася лише 1923 р. (крім пробних монет). На її аверсі (лицьовому боці) зображено герб РРФСР і гасло: «Пролетарі всіх країн, єднайтеся!», на реверсі  — селянин-сіяч на тлі заводу та напис «один червінець».

## Галерея

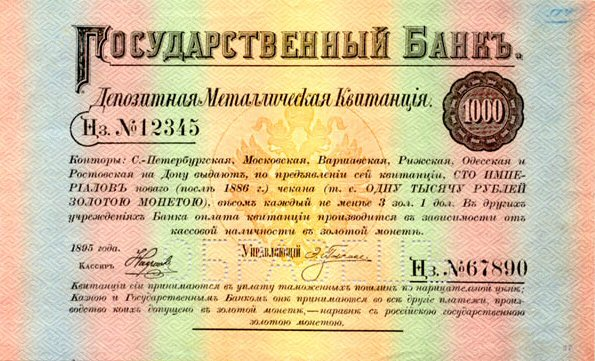
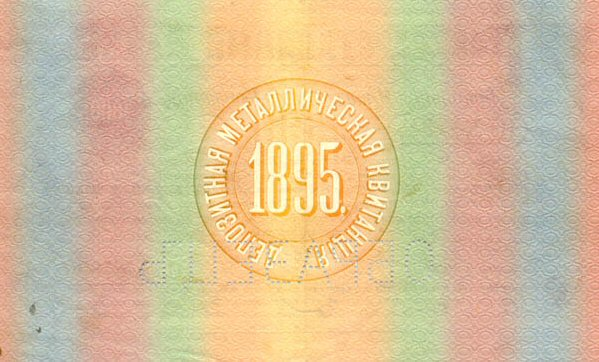
Депозитна металева квитанція Держбанку 1000 рублів, 1895 (зразок)
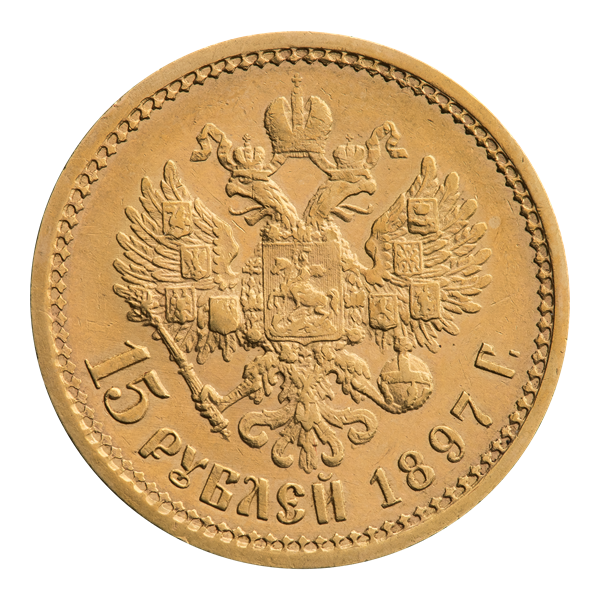
15 рублів
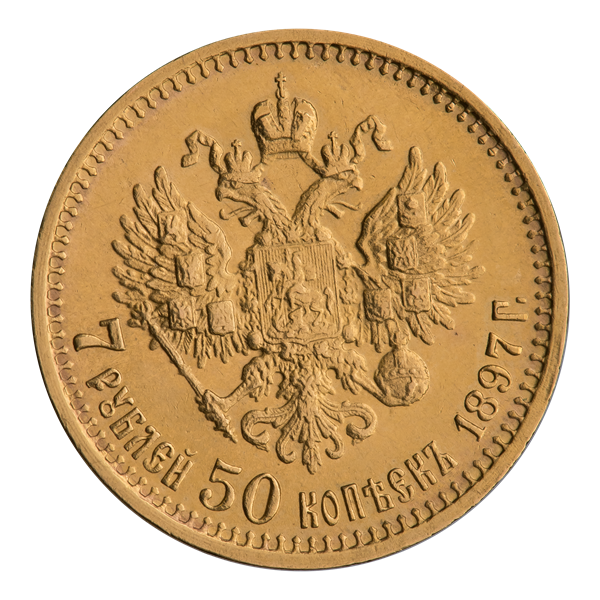
7,5 рублів
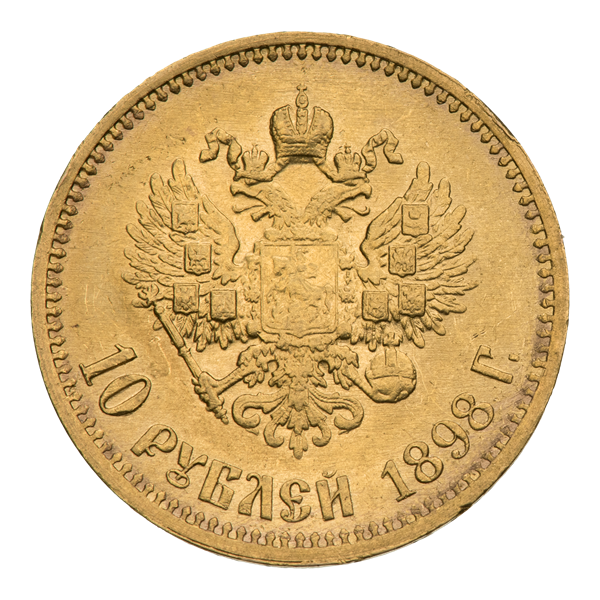
10 рублів
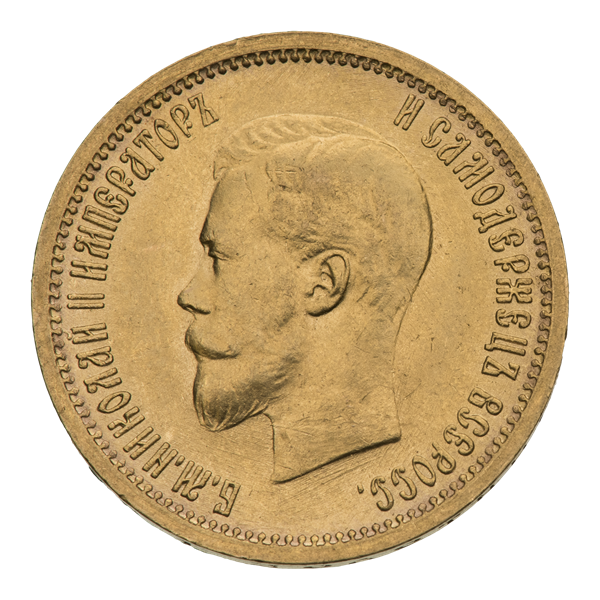
10 рублів
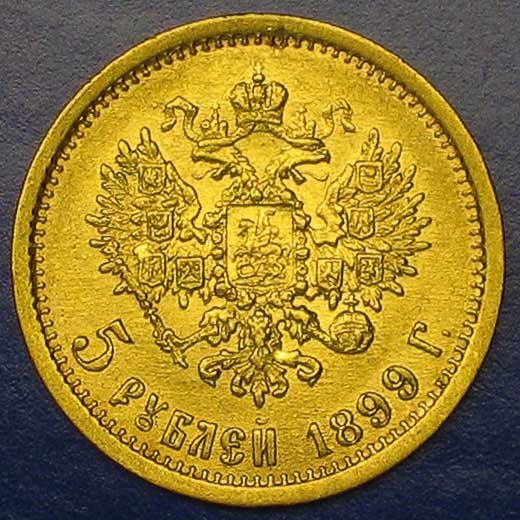
5 рублів
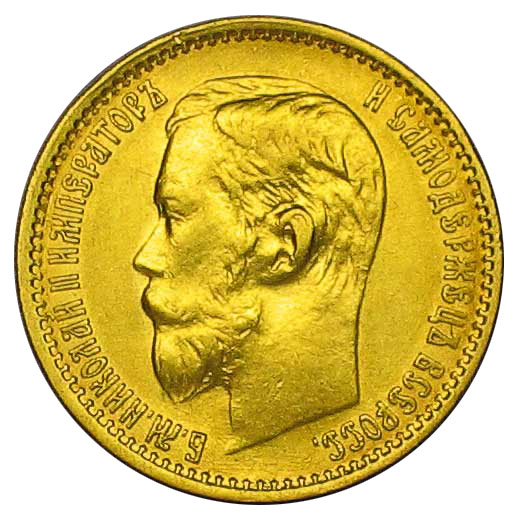
5 рублів